# Cave In
Cave In ist eine US-amerikanische Rockband aus Methuen, Massachusetts.

## Werdegang
Die Band wurde 1995 von den Freunden Jay Frechette (Gesang) und Stephen Brodsky (Gesang, Gitarre), die in unmittelbarer Nachbarschaft wohnten, gegründet. Nach und nach stießen dann Justin Matthes (Bass), Adam McGrath (Gitarre) und John-Robert Conners (Schlagzeug) zur Band. Ersten Proben fanden im Keller von Jay Frechettes Elternhaus statt.
Im Frühling 1996 brachten Cave In zusammen mit der befreundeten Band Gambit die Cave In / Gambit Split 7" heraus, der weitere Split-Veröffentlichungen mit den Bands Early Grace und Piebald folgten. Während einer ihrer Shows wurde Aaron Turner vom Plattenlabel Hydra Head Records, zugleich Sänger der Band Isis, auf Cave In aufmerksam und bot ihnen an, auf seinem Label eine eigene Promo-CD zu veröffentlichen. Im Sommer 1997 kam zunächst eine Cave In betitelte 7" und kurze Zeit später mit Beyond Hypothermia eine Zusammenstellung früherer Split Singles und Demoaufnahmen heraus. Etwa zu der Zeit formierte sich auch jene Besetzung der Band, mit Caleb Scofield (Bass, Gesang) und – nach dem Abgang von Jay Frechette – Stephen Brodsky als neuem Leadsänger, die seitdem Bestand hat.
Dem ersten Studioalbum der in der Independent-Metalcore-Szene verwurzelten Band, Until Your Heart Stops, folgte umfangreiches Touren, unter anderem mit The Dillinger Escape Plan und Converge. Mit dem im Jahr 2000 erschienenen Album Jupiter setzten Cave In jene musikalische Entwicklung fort, die sich ein Jahr zuvor bereits mit der EP Creative Eclipses angedeutet hatte. Die Abkehr vom ursprünglichen, härteren Sound und Hinwendung zu melodischeren Songstrukturen und experimentelleren Klängen des Prog-Rock und Space Rock erschloss der Band zwar neue Anhänger, aber entfremdete auch Hardcore-Fans der ersten Stunde. Majorlabels wurden auf Cave In aufmerksam und nach einer weiteren EP für Hydra Head Records, Tides of Tomorrow, wechselte man schließlich zu RCA Records. Mit dem Album Antenna, das von vielen Kritikern positiv aufgenommen wurde, gelang der Band 2003 erstmals der Einstieg in die US-Albumcharts. Zur Single „Anchor“ entstand auch ein Musikvideo, bei dem Dean Karr Regie führte. Cave In tourten in den USA mit Lollapalooza, in Europa gingen sie mit den Foo Fighters und Muse auf Tournee. Zugleich wuchs aber der Druck auf die Bandmitglieder, die sich nunmehr mit den gesteigerten Erwartungshaltungen eines Majorlabels konfrontiert sahen, und deren Wunsch, wieder zu härterem Material zurückzukehren. Daher beschlossen Label und Band 2004, künftig wieder getrennte Wege zu gehen. 2005 brachten Cave In, nun wieder auf Hydra Head Records, unter dem Titel Perfect Pitch Black eine Zusammenstellung von Demos heraus, die 2003 und 2004 entstanden waren. Die Songs orientierten sich wieder mehr am früheren Cave In-Sound und spiegelten zugleich die Erfahrungen jener Jahre, exemplarisch am Song „Trepanning“, wider.
Ab November 2006 nahm die Band offiziell eine Auszeit, die einzelnen Mitglieder widmeten sich daraufhin diversen Neben- und – im Falle Stephen Brodskys – Soloprojekten. Im Frühjahr 2009 kündigten Cave In ihre Rückkehr mit neuem Material an. Inzwischen gehörte auch John-Robert Conners, der nach dem Erscheinen von Perfect Pitch Black verletzungsbedingt pausieren musste und zwischenzeitlich von Converge-Drummer Ben Koller ersetzt worden war, wieder zur Band. Im Juli 2009 meldeten sich Cave In dann mit einem Reunion-Konzert in Allston, Massachusetts und der EP Planets of Old zurück. Ursprünglich nur als Vinyl erschienen, enthielt die im Januar 2010 veröffentlichte CD-Version auch eine Bonus-DVD mit Aufnahmen des Konzerts vom 19. Juli 2009. Das neue Album White Silence kam im Mai 2011 heraus.
Im März 2018 verstarb Caleb Scofield im Alter von 39 Jahren bei einem Verkehrsunfall.

## Diskografie
- 1996: Cave In / Gambit Split 7"
- 1997: Cave In 7"
- 1997: Beyond Hypothermia
- 1998: Until Your Heart Stops
- 1999: Creative Eclipses EP
- 2000: Jupiter
- 2002: Tides of Tomorrow EP
- 2003: Antenna
- 2005: Perfect Pitch Black
- 2009: Planets of Old EP
- 2011: White Silence
- 2019: Final Transmission
- 2022: Heavy Pendulum